# Urban Pasifika
Urban Pasifika è un sottogenere della musica hip hop che combina lo stile hip hop statunitense o i suoni R&B, con gli strumenti tipici Maori o delle isole dell'Oceano Pacifico (come campionamenti dell'ukulele) e testi in lingue delle popolazioni delle isole del Pacifico.
Tale sottogenere ha avuto origine ad Auckland, Nuova Zelanda nel 1993 con la pubblicazione dell'album Urban Pasifika - Pioneers of a Pasifikan Frontier della Urban Pasifika Records di Phillip Fuemana, questa etichetta è accreditata come la creatrice del genere.
La Urban Pasifika viene anche chiamata Pasifikan hip hop ed ha stretti legami con l'hip hop neozelandese. I principali artisti attivi in questo sottogenere includono:
- Che Fu
- King Kapisi
- Dei Hamo
- Adeaze
- Savage
- Deceptikonz